# Гернсбах
Гернсбах (на немски: Gernsbach) е град в Баден-Вюртемберг, Германия, с 14 085 жители (2015). Намира се в северен Шварцвалд.
За пръв път Гернсбах е споменат в документ като Genrespach през 1219 г.